# أويجنيس
أويجنيس (بالفرنسية: Oignies)‏ هي بلدية تقع في إقليم باد كاليه من منطقة نور با دو كاليه في شمال فرنسا. تبلغ مساحة هذه المدينة 5.52 (كم²)، وترتفع عن سطح البحر 28 م، يبلغ عدد سكانها 10551 نسمة حسب إحصاء المعهد الوطني للإحصاء والدراسات الاقتصادية سنة 2009 م. وترأس Jean-Pierre Corbisez البلدية خلال فترة (2008-2014).